# Saint-Denis-d'Augerons
Saint-Denis-d'Augerons è un comune francese di 84 abitanti situato nel dipartimento dell'Eure nella regione della Normandia.

## Società

### Evoluzione demografica
Abitanti censiti